# Eliot Fisk
Eliot Hamilton Fisk (10 de agosto de 1954) es un guitarrista clásico estadounidense.

## Carrera musical

### Educación y enseñanza
Fisk nació en una familia cuáquera en Filadelfia. Terminó la escuela secundaria en DeWitt, Nueva York, y luego estudió música en la Universidad de Yale con los clavecinistas Ralph Kirkpatrick y Albert Fuller. Recibió títulos de licenciatura y maestría, y en 1977 fundó el departamento de guitarra de Yale. Fue alumno de los guitarristas Oscar Ghiglia, Alirio Díaz y Andrés Segovia, de quien recibió clases particulares y terminó siendo su último alumno privado. Segovia se convirtió en su mentor.
En 1989 Fisk se convirtió en profesor en la Universidad Mozarteum de Salzburgo en Austria y en 1996 en el Conservatorio de Música de Nueva Inglaterra en Boston. Creó el Boston GuitarFest y actualmente es su director artístico.

### Trayectoria musical
Fisk ha actuado con orquestas alrededor del mundo, incluida la Orquesta de St. Luke's, la Orquesta de Cámara de Stuttgart, la Filarmónica de Los Ángeles, la Sinfónica de Houston, la Orquesta de Compositores Americanos y la Orquesta Pro Arte. En escenarios de música de cámara, ha actuado con el Juilliard String Quartet, el Miró Quartet, el Chilingirian Quartet y el Shanghai Quartet. Ha actuado y grabado con la flautista Paula Robinson ; el violinista Ruggiero Ricci, los guitarristas de jazz Joe Pass y Bill Frisell, el guitarrista flamenco Paco Peña y la cantante Ute Lemper. Al principio de su carrera estuvo en recitales con la soprano Victoria de los Ángeles.
En 2022 se presentó como solista en el Centro Nacional de las Artes y el Complejo Cultural Los Pinos en la Ciudad de México en el estreno de “Concierto para guitarra y orquesta”,  composición que creó y le dedicó el guitarrista Giovanni Piacentini.

### Transcripciones, comisiones.
Fisk ha aumentado la cantidad de material disponible para los guitarristas clásicos transcribiendo música escrita para otros instrumentos. Dicho repertorio incluye transcripciones de Bach, Scarlatti, Paganini, Mendelssohn, Mozart, Haydn y Schubert, entre otros.
También ha ampliado el cuerpo de música para guitarra clásica encargando nuevas piezas a distintos compositores como Leonardo Balada, Robert Beaser, Luciano Berio, William Bolcom, Nicholas Maw, Xavier Montsalvatge, George Rochberg.

### Grabaciones
En la década de 1990, la viuda de Segovia regaló a Fisk composiciones inéditas de Segovia, las cuales Fisk convirtió el álbum Segovia: Canciones Populares, y que se convirtió en un éxito de ventas en la lista de Álbumes Clásicos de la revista Billboard. Su transcripción de los 24 Caprichos del violinista Niccolò Paganini fue un éxito. A petición de Segovia, Fisk colaboró con Ernesto Halffter en su concierto para guitarra y orquesta, que fue interpretado con la Orquesta Nacional de España y luego convertido en álbum. En 1987 grabó Mountain Songs de Robert Beaser en conjunto con la flautista Paula Robinson, álbum que fue nominado a un premio Grammy.

### Premios y honores
- Primer lugar, Concurso Internacional de Guitarra, Gargnano, Italia (1980)
- Nominación al premio Grammy, Mountain Songs (1987)
- Gran Cruz de Isabel la Cátolica, por su contribución a la música española (2006)
- Profesor del año, Conservatorio de Nueva Inglaterra (2010)
- Mejor guitarrista clásico, encuesta de lectores de la revista Guitar Player

## Discografía
| Año  | Álbum                                                                          | Etiqueta                 |
| ---- | ------------------------------------------------------------------------------ | ------------------------ |
| 1981 | Eliot Fisk: Guitar Virtuoso                                                    | Musical Heritage Society |
| 1985 | Eliot Fisk Performs Works by Baroque Composers                                 | MusicMasters             |
| 1986 | Eliot Fisk Performs Baroque Guitar Transcriptions                              | Musical Heritage Society |
| 1989 | Eliot Fisk Plays Guitar Fantasies                                              | MusicMasters             |
| 1993 | Paganini: 24 Caprichos                                                         | MusicMasters             |
| 1991 | Bell'Italia: Four Centuries of Italian Music                                   | MusicMasters             |
| 1993 | Latin American Guitar                                                          | MusicMasters             |
| 1993 | Vivaldi Concertos & Other Works                                                | MusicMasters             |
| 1994 | Mountain Songs: A Cycle of American Folk Music with Paula Robison              | MusicMasters             |
| 1994 | Rochberg:Caprice Variations                                                    | MusicMasters             |
| 1995 | Sequenza!                                                                      | MusicMasters             |
| 1995 | The Best of Eliot Fisk                                                         | MusicMasters             |
| 1995 | Eliot Fisk: Für Eliot                                                          | SGP                      |
| 1996 | Segovia: Canciones Populares                                                   | Musical Heritage Society |
| 1998 | Bach: The Trio Sonatas                                                         | MusicMasters             |
| 1999 | Canciones Latinas                                                              | Musical Heritage Society |
| 2000 | George Rochberg: Eden: Out of Time & Out of Space                              | Arabesque                |
| 2001 | Concert Music for Guitar and Mandolin Orchestra, Vol. 2                        | MDG                      |
| 2001 | Bach: The Sonatas & Partitas for Solo Violin                                   | Musical Heritage Society |
| 2002 | The Artistry of Eliot Fisk                                                     | Musical Heritage Society |
| 2003 | Scarlatti: 18 sonatas                                                          | Vgo                      |
| 2004 | Castelnuevo-Tedesco: Guitar Concerto No. 1; Guitar Quintet; Other Works        | Musical Heritage Society |
| 2005 | Françaix, Ponce, Rodrigo: Guitar Concertos                                     | Essay                    |
| 2006 | Ernesto Halffter: Sinfonietta; Guitar Concerto                                 | Essay                    |
| 2009 | Eliot Fisk Performs His Own Guitar Transcription of Works by Baroque Composers | Musical Heritage Society |
| 2010 | A Tribute to Andrés Segovia                                                    | Nimbus                   |
| 2010 | The Red Guitar                                                                 | Wildner                  |
| 2010 | Ein kleines Requiem                                                            | Wildner                  |
| 2014 | Paco Peña & Eliot Fisk in Duo Recital                                          | Nimbus                   |
| 2014 | Songs Without Words: From Bach to Bachianas                                    | Albany                   |
| 2015 | Ralf Yusuf Gawlick: Kollwitz-Konnex, Song Cycle for Soprano & Guitar           | Musica Omnia             |